# Saccostomus campestris
Saccostomus campestris — вид гризунів із родини Nesomyidae, який фактично розглядається як комплекс із принаймні трьох неописаних видів. Він зустрічається на півдні Африки в Анголі, Ботсвані, ДР Конго, Малаві, Мозамбіку, Намібії, ПАР, Есватіні, Танзанії, Замбії та Зімбабве. Цей вид зустрічається в саванах, а також в інших місцях існування на висоті від 50 до 2000 м. Він присутній у посушливих регіонах Намібії. Гризун є чисельним і терпимим до порушення людиною його середовища проживання